# Szpak maskareński
Szpak maskareński (Necropsar rodericanus) – gatunek wymarłego ptaka z rodziny szpakowatych (Sturnidae), endemicznego dla maskareńskiej wyspy Rodrigues. Najbliżej spokrewnionymi z nim gatunkami były: szpak reunioński (Fregilupus varius) i Cryptopsar ischyrhynchus; wszystkie zdają się pochodzić z Azji Południowo-Wschodniej. O szpaku maskareńskim wspominał jedynie francuski żeglarz Julien Tafforet, który przebywał na wyspie od 1725 do 1726. Tafforet obserwował te ptaki na przybrzeżnej wysepce Île Gombrani. Szczątki subfosylne odnalezione na samej wyspie Rodrigues i opisane w 1879 przypisano ptakom opisanym przez Tafforeta. W XIX wieku pojawiły się liczne niejasności związane z samym ptakiem i jego pozycją systematyczną.
Szpaki maskareńskie mierzyły 25–30 cm, wyposażone były w mocne dzioby. Opisano je jako mające ciało białe, skrzydła i ogon częściowo czarne, zaś dziób i nogi żółte. Zwyczaje tych ptaków są słabo poznane. Ich dieta zawierała jaja i martwe żółwie lądowe, które rozdrabniały silnym dziobem. Prawdopodobnie to drapieżnictwo ze strony szczurów było odpowiedzialne za wymarcie tych ptaków w XVIII wieku. Najpierw wymarły na Rodrigues, później na Île Gombrani, ich ostatniej ostoi.

## Taksonomia
W 1725 francuski żeglarz z Reunionu Julien Tafforet został wysadzony wraz z kilkoma towarzyszami na maskareńskiej wyspie Rodrigues w celu zbadania, czy nadaje się ona do zamieszkania. Jednak wskutek sztormu ich statek odpłynął z powrotem na Reunion, a Tafforet i jego kompani pozostali sami na wyspie przez 9 miesięcy. Jego relacja z pobytu została później wydana jako Relation d'île Rodrigue. Opisuje w niej spotkania z przedstawicielami licznych rdzennych gatunków zwierząt, w tym czarno-białym ptakiem żywiącym się jajami i martwymi żółwiami lądowymi. Twierdził, że ograniczony był zasięgiem do leżącej u wybrzeża Rodrigues wysepki Île Gombrani, wówczas nazywanej au Mât. François Leguat, francuski hugenot, także wysadzony na wyspie Rodrigues (w latach 1691–1693; jego relację wydano drukiem w 1708), również opisał kilka gatunków tam żyjących, nie dysponował jednak łodzią i nie mógł odwiedzać przybrzeżnych wysepek, jak czynił to Tafforet. Późniejsi podróżnicy przebywający na Rodrigues nie wspominali już tego ptaka. W 1875 brytyjski ornitolog Alfred Newton podjął próbę zidentyfikowania ptaka z opisu Tafforeta i wysnuł hipotezę, jakoby był on spokrewniony z wymarłym szpakiem reuniońskim (Fregilupus varius) z pobliskiego Reunionu.
W 1866 i 1871 George Jenner odkrył szczątki subfosylne ptaka podobnego szpakom, kolejne odnalazł w 1874 Henry Horrocks Slater. Miejscem ich wydobycia były jaskinie Plaine Coral, wapiennej równiny w południowo-zachodniej części Rodrigues. Wśród tych kości znajdowały się: czaszka, żuchwa, mostek, kość krucza, kość ramienna, kości śródręcza, kość łokciowa, kość udowa, kość piszczelowo-stępowa oraz części skoku, wszystkie te kości należały do kilku osobników. Były przechowywane w Muzeum Historii Naturalnej w Londynie (ówczesnym Muzeum Brytyjskim) oraz Cambridge Museum. W 1879 opierając się na tych kościach, dwaj ornitolodzy, Albert Günther i Edward Newton (brat Alfreda Newtona), po raz pierwszy naukowo opisali gatunek. Nadali nowemu gatunkowi nazwę Necropsar rodericanus; nekros i psar oznaczają z greckiego „martwy”  i „szpak”, natomiast rodericanus odnosi się do wyspy Rodrigues. Ta nazwa naukowa została po raz pierwszy zaproponowana przez Slatera w odręcznej notatce z 1874, którą przesłał Güntherowi i Newtonowi. Slater przygotował manuskrypt do publikacji mającej się ukazać w 1879, która jednak nigdy nie ujrzała światła dziennego, została jednak zacytowana przez wspomnianych ornitologów, a autorstwo nazwy przypisano Slaterowi. BirdLife International uznaje raczej Slatera, nie Günthera i Newtona, za autorów nazwy. Günther wraz z Newtonem ustalili, że szpak maskareński był blisko spokrewniony ze szpakiem reuniońskim, jednak przydzielili go do odrębnego rodzaju „ze względu na współczesną praktykę ornitologiczną”. Z uwagi na mocno zbudowany dziób uznali, że nowy gatunek to ten sam, o którym wspominał Tafforet w swoim opisie.
W 1900 angielski naukowiec George Ernest Shelley zapisał nazwę tego szpaka jako Necrospa, tym samym tworząc młodszy synonim; mimo tego przypisał tę nazwę Philipowi Sclaterowi. W 1967 amerykański ornitolog James Greenway zasugerował, że szpak maskareński powinien należeć do rodzaju Fregilupus wraz ze szpakiem reuniońskim. W 1974 odkryto więcej szczątków subfosylnych, których badania wsparły hipotezę, wedle której szpak maskareński reprezentuje odrębny rodzaj. Stanowi o tym szczególnie mocniejszy dziób. W 2014 brytyjski paleontolog Julian P. Hume na podstawie szczątków z Mauritiusa opisał nowy wymarły gatunek, Cryptopsar ischyrhynchus. Okazał się być bliższy szpakom maskareńskim niż szpak reunioński, na co wskazuje budowa czaszki, mostka i kości ramiennej. Wcześniej szpak maskareński był jedynym wróblowym Maskarenów, któremu nazwę naukową nadano po odkryciu szczątków subfosylnych.

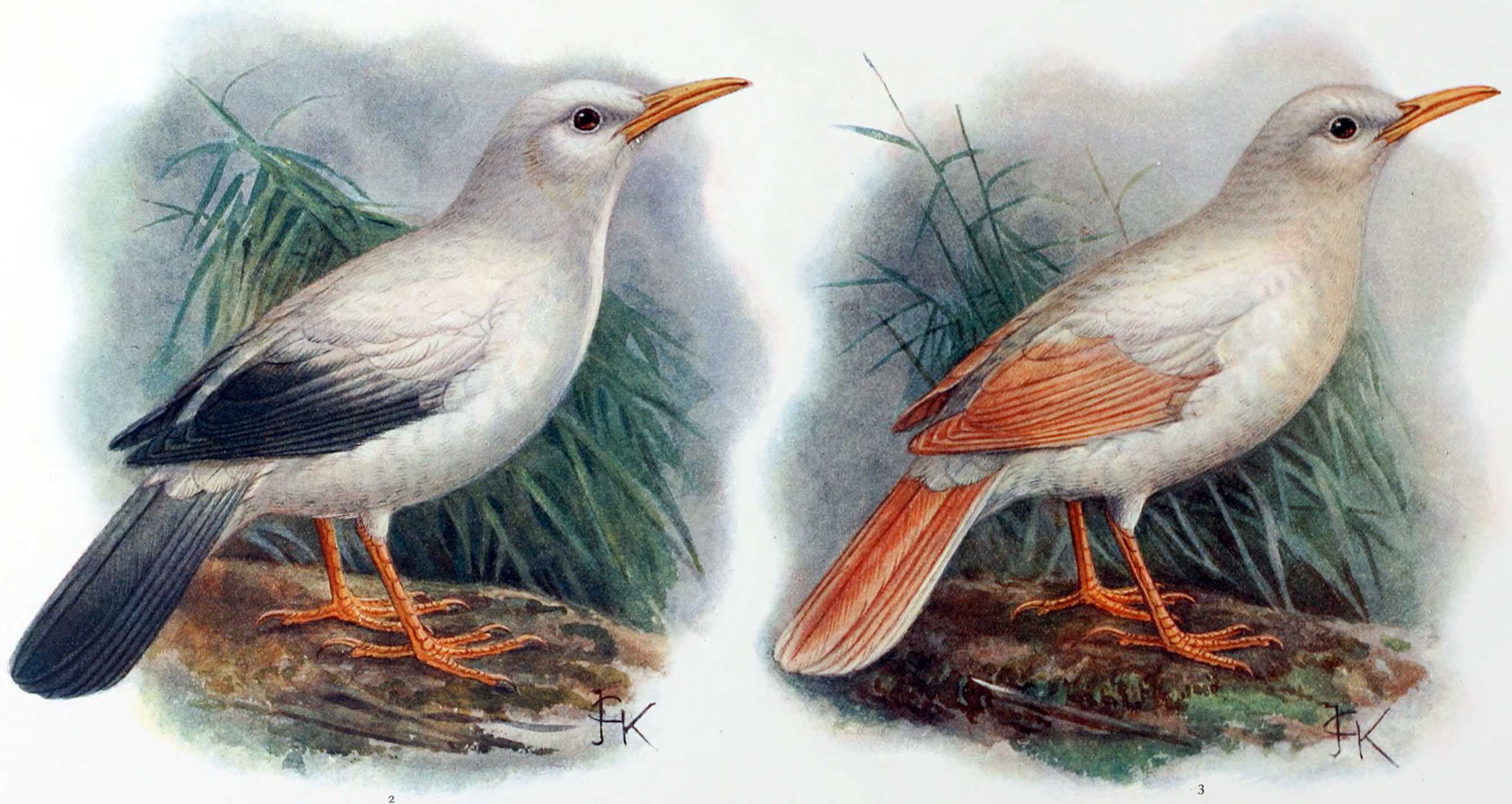
Ilustracja z 1907 autorstwa Keulemansa (po lewej), oparta częściowo na okazie, który okazał się być albinotycznym dygaczem szarym (Cinclocerthia gutturalis)

W 1898 brytyjski przyrodnik Henry Ogg Forbes opisał kolejny gatunek Necropsar, N. leguati, na podstawie holotypu w postaci spreparowanej skórki w World Museum Liverpool (D.1792), mającego pochodzić z Madagaskaru. Sądził, że to właśnie o tym ptaku wspominał Tafforet, a nie o N. rodericanus z Rodrigues. Walter Rothschild był natomiast przekonany, że okaz z Liverpoolu reprezentował w istocie albinotycznego przedstawiciela Necropsar z Mauritiusa. W 1953 Masauji Hachisuka uznał, że N. leguati był wystarczająco charakterystyczny, by przenieść go do odrębnego rodzaju, Orphanopsar. Analiza DNA z 2005 wykazała, że ów okaz był albinotycznym dygaczem szarym (Cinclocerthia gutturalis) z Martyniki.
Hachisuka był przekonany, że mięsożerność ptaka opisanego przez Tafforeta jest nietypowa; uznał, że ten przywodzi mu na myśl ptaka krukowatego, i założył, że chodziło o jakiegoś przedstawiciela Pyrrhocorax. W 1937 nadał mu nazwę naukową Testudophaga bicolor oraz zwyczajową „bi-coloured chough”. Spostrzeżenia Hachisuka dziś uznawane są za nietrafione, współcześni ornitolodzy zgadzają się, że ptak opisany przez Tafforeta jest tożsamy z tym opisanym na podstawie szczątków subfosylnych.
W 1987 brytyjski ornitolog Graham S. Cowles opracował manuskrypt, w którym opisał nowy gatunek tymaliowatego (Timaliidae), Rodriguites microcarina, opierając się na niekompletnym mostku podchodzącym z jaskini na Rodrigues. W 1989 nazwę omyłkowo opublikowano przed opisem, czyniąc ją nomen nudum. Po przebadaniu mostka przez Hume’a okazało się, że w istocie ptak opisany jako Rodriguites microcarina jest tożsamy ze szpakiem maskareńskim.

### Ewolucja
W 1943 amerykański ornitolog Dean Amadon wysunął przypuszczenie, wedle którego gatunki podobne tym z rodzaju Sturnus pochodzą z Afryki i dały początek szpakowi ozdobnemu (Creatophora cinerea) oraz maskareńskim szpakom. Według Amadona szpaki maskareńskie i reuniońskie bliżej, niż z błyszczakami Lamprotornis i malgaszczykiem (Hartlaubius auratus), spokrewnione były z azjatyckimi szpakami (m.in. z rodzaju Sturnus). Świadczyć o tym miało upierzenie tych ptaków. Badanie z 2008 roku, uwzględniające analizę DNA różnych gatunków szpaków, potwierdziło przynależność szpaka reuniońskiego do rodziny Sturnidae, ale wśród przestudiowanych gatunków nie było żadnych o bliskim pokrewieństwie względem N. rodericanus.
Współcześnie żyjące wschodnioazjatyckie szpaki, jak szpak balijski (Leucopsar rothschildi) i szpak białogłowy (Sturnia erythropygia), wykazują podobieństwo względem szpaka reuniońskiego między innymi w upierzeniu. Być może zaszły dwie odrębne kolonizacje Maskarenów, co wyjaśniałoby większe podobieństwo szpaków C. ischyrhynchus i N. rodericanus do siebie, a nie do szpaka reuniońskiego, bardziej przypominającego szpakowate z Azji Południowo-Wschodniej i prawdopodobnie przybyłego na wyspy w nowszej spośród dwóch kolonizacji. Maskareny to jedyne, z wyjątkiem Madagaskaru, wyspy w południowo-zachodniej części Oceanu Indyjskiego z endemicznymi gatunkami szpaków. Prawdopodobnie jest to zasługa ich izolacji, zróżnicowanej topografii i roślinności.

## Opis

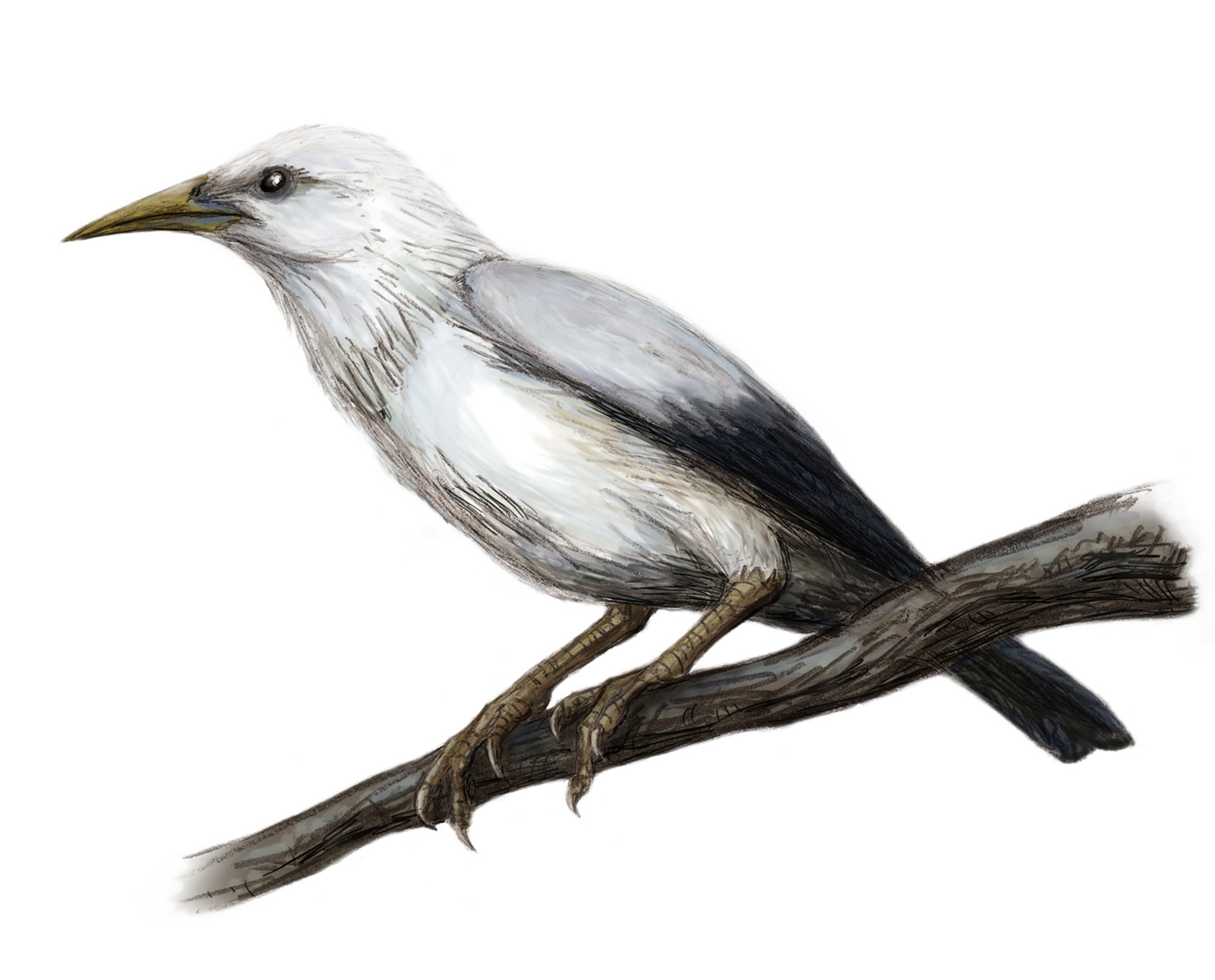
Hipotetyczna rekonstrukcja oparta na opisie Tafforeta, szczątkach subfosylnych oraz wyglądzie spokrewnionych gatunków

Szpaki maskareńskie były stosunkowo duże jak na przedstawicieli Sturnidae, liczyły bowiem 25–30 cm  długości. Ich ciało miało barwę białą lub jasnoszarą, z brązowoczarnymi skrzydłami oraz żółtym dziobem i nogami. Tafforet napisał o tych ptakach, co następuje:

Odnaleźć tu można niepospolite małe ptaki, których na [głównej wyspie] brak. Zobaczyć je można na wysepce au Mât [Ile Gombrani], która leży na południe od głównej wyspy. Przekonany jestem, że trzymają się wysepki ze względu na drapieżne ptaki na [głównej wyspie], również po to, by swobodniej żywić się jajami posilających się tu rybożernych morskich ptaków. Nie jedzą nic ponad jaja i padłe z głodu żółwie, na obieraniu których ze skorupy znają się doskonale. Są to ptaki niewiele większe od kosów [szczeciaków reuniońskich] i mają białe upierzenie, część skrzydeł i ogon czarne, dziób żółty tak jak i stopy, do tego wydają z siebie cudowny szczebiot. Nazwałem to szczebiotem, jako że mają w zanadrzu wiele różnorodnych dźwięków. Kilka wychowaliśmy na gotowanym mięsie, pociętym bardzo drobno, wolały je od ziarna

Tafforet był dobrze zaznajomiony z fauną Reunionu, na którym żyły także spokrewnione szpaki rodrigueskie. Dokonał licznych porównań między zwierzętami z różnych siedlisk, stąd fakt pominięcia przez niego informacji o czubie u szpaków maskareńskich oznacza, że takich nie było. Opis upierzenia reprezentantów obydwu gatunków nasuwa na myśl podobieństwo między nimi.

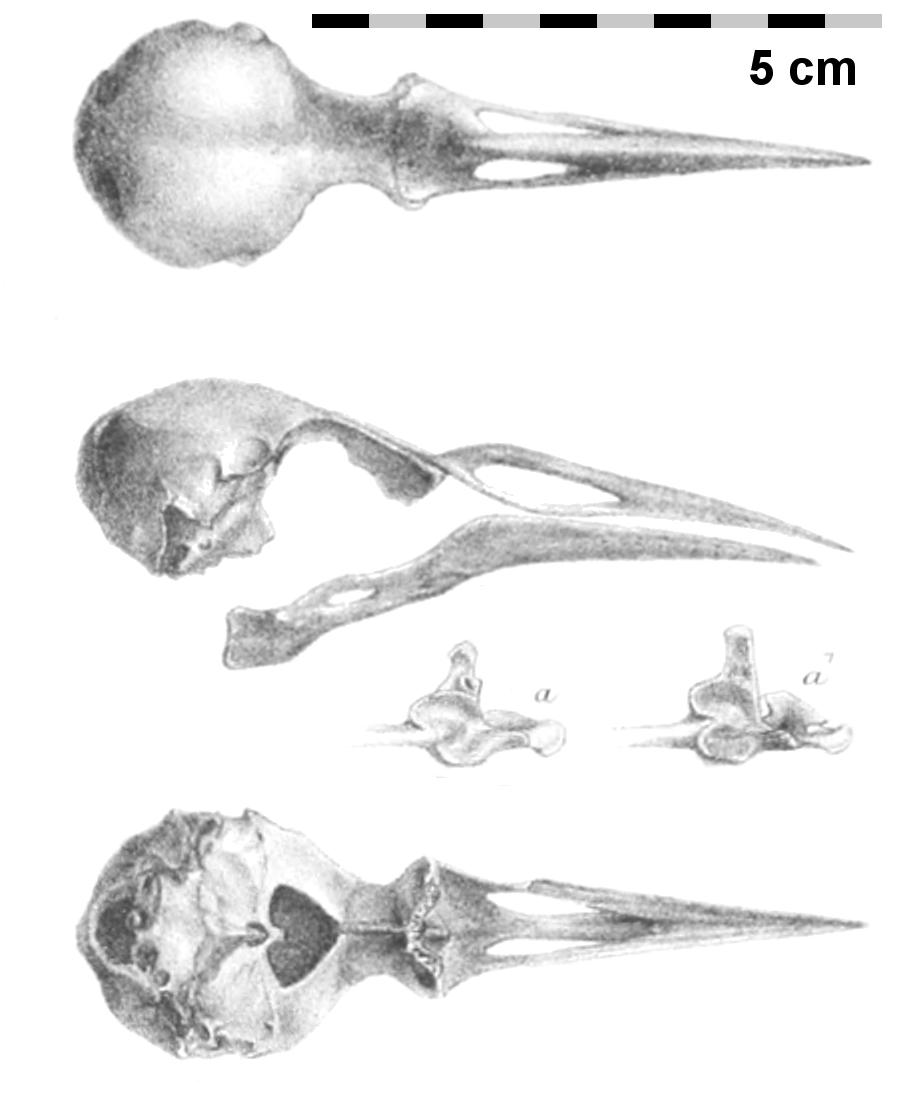
Czaszka i staw skroniowo-żuchwowy

Hume wspomniał, że czaszka szpaka maskareńskiego rozmiarem była bliska czaszce szpaka reuniońskiego, jednak sam szkielet był mniejszy. Choć szpak maskareński z pewnością miał zdolność do lotu, jego mostek był mniejszy, niż u innych szpakowatych; być może nie potrzebowały silnego lotu ze względu na niewielkie rozmiary i topografię Rodrigues. Przedstawiciele dwóch wymienionych gatunków różnili się głównie w szczegółach budowy czaszki, żuchwy i mostka. Górna szczęka szpaków maskareńskich była krótsza, mniej zakrzywiona o mniej wysmukłej końcówce, natomiast żuchwa mocniejszej budowy. Nie odkryto ilości szczątków wystarczającej do stwierdzenia, czy występował dymorfizm płciowy. Szczątki subfosylne wskazują na różnice w rozmiarach wśród tych ptaków, jednak mają charakter ciągły i nie da się wyodrębnić dwóch wyraźnych grup, stąd różnice mogą wynikać ze zmienności osobniczej. O dymorfizmie może świadczyć różnica w długości i kształcie dzioba między dwoma okazami.
Günther i Newton zauważyli, że czaszka szpaków maskareńskich była dłuższa i o innym kształcie, niż u szpaka reuniońskiego, miała blisko 29 mm długości, licząc od kłykcia potylicznego, oraz 21–22 mm szerokości – mniej, niż u reuniońskiego gatunku. Oczy osadzone były nieco niżej, zaś górne krawędzie oczodołów dzieliło blisko 8 mm. Przegroda międzyoczodołowa była delikatniejsza, z większym otworem. Długość dzioba wynosiła 36–39 mm, w porównaniu do szpaków reuniońskich był on mniej zakrzywiony i nieco głębszy. Prawdopodobnie ptaki te wyróżniały także większe nozdrza, ich długość w czaszce to 12–13 mm. Żuchwa miała blisko 52–60 mm długości i 4–5 mm wysokości. Miejsce przyczepu mięśnia dwubrzuścowego w okolicy kości ciemieniowej było dobrze widoczne. Świadczy to o silnej szyi i szczękach szpaków maskareńskich.
Według Günthera i Newtona kość łokciowa szpaków maskareńskich była nieco krótsza, niż u reuniońskich. Mierzyła 37–40 mm. Kość ramienna liczyła 32–35 mm długości, a grzebień mostka osadzony był nieco niżej. Wzgórki na kości łokciowej przeznaczone na miejsce osadzenia lotek są mocno zbudowane, co świadczy o dobrym rozwinięciu lotek II rzędu. Jedna zbadana kość krucza mierzyła 27,5 mm długości, zaś jedna z kości śródręcza 22,5 mm. Nogi i stopy miały podobne proporcje u przedstawicieli obydwu wymienionych gatunków. Kość udowa mierzyła blisko 33 mm, piszczelowo-stępowa 52–59 mm, zaś skok 36–41 mm.

## Ekologia i zachowanie

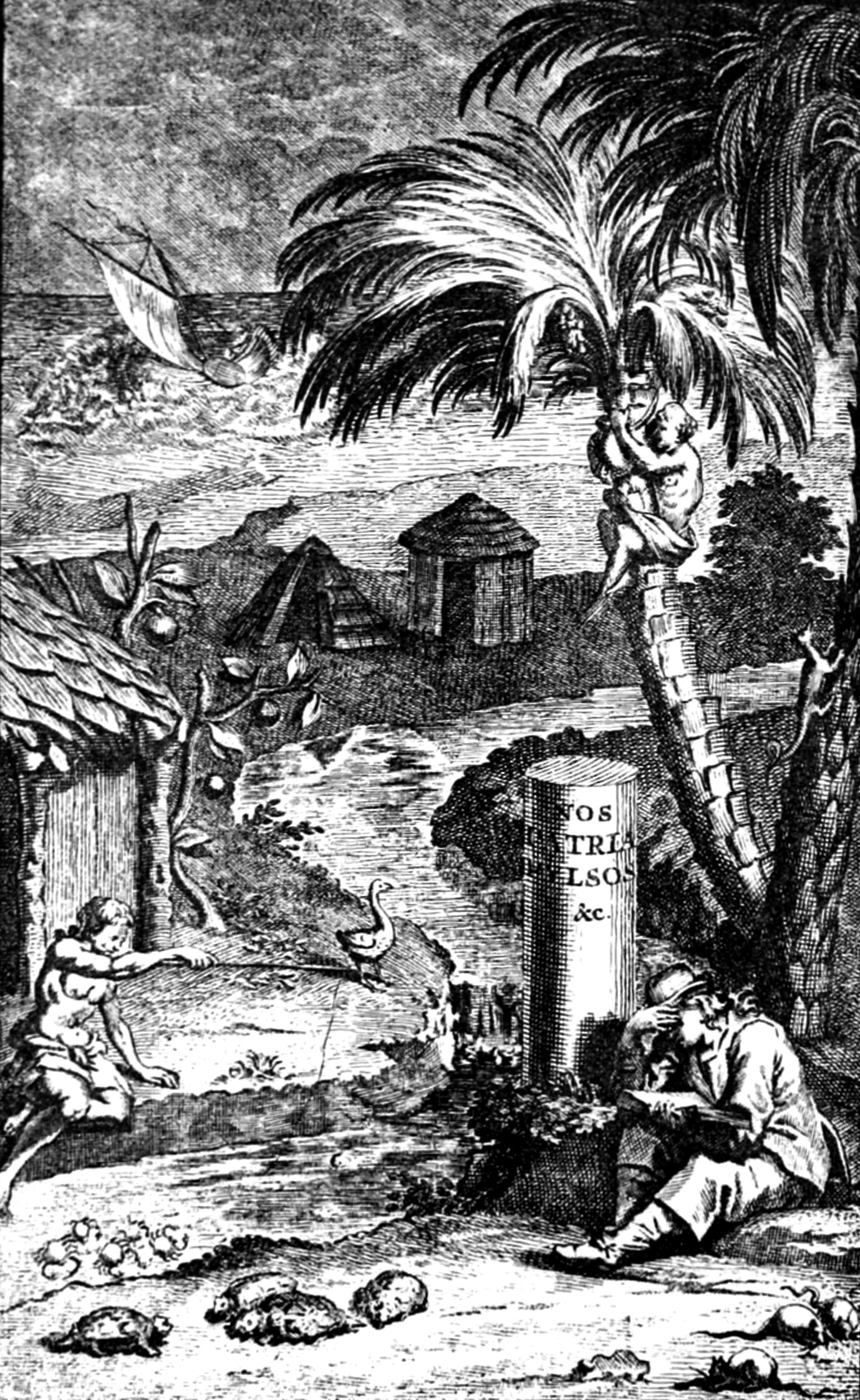
Frontyspis dziennika François Leguata z 1708 ukazujący jego osadę na Rodrigues, z żółwiami i szczurami widocznymi u dołu

Niewiele wiadomo o zachowaniu szpaków maskareńskich, z wyjątkiem opisu Tafforeta, z którego można jednak wyciągnąć różne wnioski. Mocne kończyny i szczęki tych szpaków wskazują na żerowanie na ziemi. Ich dieta mogła składać się z bezkręgowców, w tym ślimaków, oraz różnych odpadków. Na Rodrigues obecne są duże kolonie ptaków morskich, a w przeszłości również i wymarłych żółwi lądowych Cylindraspis oraz żółwi morskich, które mogły stanowić znaczące źródło pokarmu, szczególnie w sezonie lęgowym. Tafforet zaznaczył, że gołębie i papugi z przybrzeżnych wysepek przybywały na główną wyspę tylko w celu napojenia się, natomiast Leguat zauważył, że gołębie gnieździły się tylko na nadbrzeżnych wyspach ze względu na brak szczurów. Podobnie mogły czynić szpaki. Możliwe, że początkowo szpaki maskareńskie występowały na Rodrigues, zaś na przybrzeżną wyspę przeniosły się później. Tafforet wspominał również o złożonej pieśni tych ptaków.

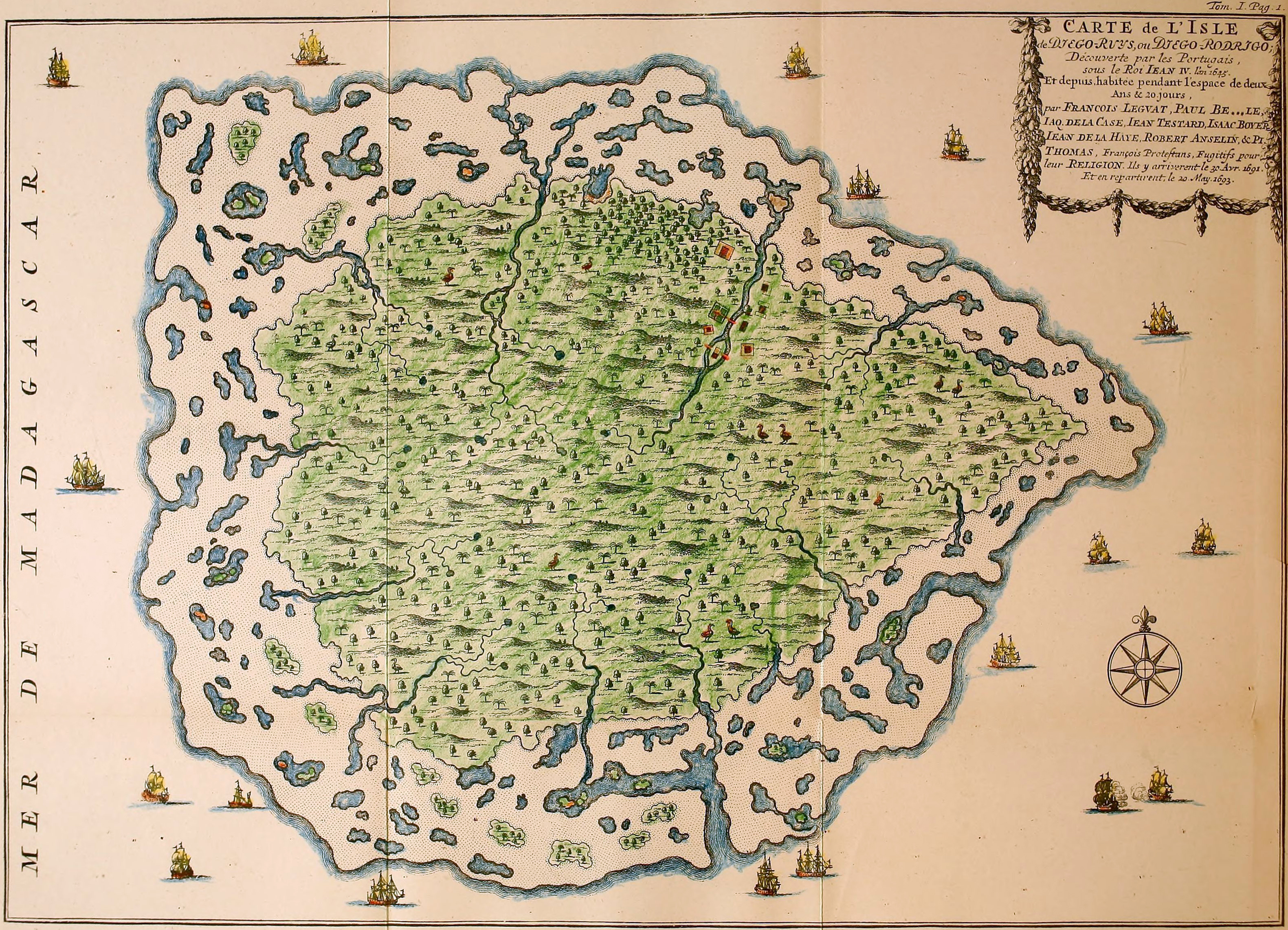
Mapa Rodrigues autorstwa Leguata

Mocniejszy dziób i bardziej zagięta żuchwa szpaków maskareńskich, porównując do tej szpaków reuniońskich, może wskazywać na większą siłę wkładaną w poszukiwanie pokarmu, prawdopodobnie podczas kopania w ziemi. Możliwe, że podobnie jak inne szpaki, stosowały podczas żerowania cyrklowanie (wbijanie dzioba w glebę i otwieranie go, by stworzyć duży otwór). To wspierałoby stwierdzenie Tafforeta, jakoby ptaki te miały zjadać jaja i martwe żółwie. Możliwe, że zdzierały z żółwi, najpewniej młodocianych, ich skorupy. Według Tafforeta na Rodrigues nie było szpaków maskareńskich, mógł jednak samodzielnie wychować młode zabrane z Île Gombrani karmiąc je mięsem. Tafforet wylądował na Rodrigues latem; wiadomo, że wtedy niektóre inne ptaki z Rodrigues mają swój okres lęgowy, więc niewykluczone, że było tak i ze szpakami maskareńskimi.
Wiele innych endemicznych gatunków wyspy Rodrigues wymarło po przybyciu na nią ludzi, a jej ekosystem został poważnie przekształcony. Cała wyspa była zalesiona przed nadejściem człowieka, ale w czasach współczesnych pozostało już niewiele obszarów leśnych. Szpak maskareński współwystępował z innymi wymarłymi już zwierzętami, jak: dront samotny (Pezophaps solitaria), papuga rodrigueska (Necropsittacus rodricanus), chruścielowiec rodrigueski (Aphanapteryx leguati), aleksandretta maskareńska (Psittacula exsul), uszatnik średni (Mascarenotus murivorus), ślepowron wielkogłowy (Nycticorax megacephalus) i synogarlica maskareńska (Streptopelia rodericana).

## Wymarcie
Prawdopodobnie za występowanie szpaków maskareńskich tylko na przybrzeżnej wysepce odpowiadała obecność szczurów na Rodrigues. Do czasu pobytu Tafforeta na wyspie w latach 1725–1726 ptaki te musiały być nieobecne lub rzadkie na Rodrigues. Być może szczury pojawiły się na wyspie w 1601, kiedy była ona badana przez flotę niderlandzką. Prawdopodobnie przybrzeżna wysepka była ostatnią ostoją tych ptaków, zanim ją także zasiedliły szczury. Na pewno ptaki te wymarły do czasu wizyty francuskiego naukowca Pingré na wyspie, co miało miejsce w trakcie tranzytu Wenus w 1761.
Duża populacja żółwi na Rodrigues skutkowała eksportem tysięcy tych zwierząt, zaś do kontroli populacji szczurów wprowadzono koty, które zaczęły zagrażać zarówno rdzennym ptakom, jak i szczurom. Do tego czasu szpaki maskareńskie już wymarły. Szczury radzą sobie z pokonywaniem przeszkód wodnych, stąd w czasach współczesnych występują już niemal na wszystkich przybrzeżnych wysepkach Rodrigues. Podobnie przynajmniej pięć gatunków szpaków z rodzaju Aplonis wymarło na wyspach Pacyfiku, do czego przyczyniły się szczury.